# Paciano Basilio Aniceto
Paciano Basilio Aniceto (sinh 1937) là một Giám mục người Philipines của Giáo hội Công giáo Rôma. Ông nguyên là Tổng giám mục Tổng giáo phận San Fernando. Trước khi mục vụ trên cương vị Tổng giám mục, ông cũng từng giữ các nhiệm vụ khác như Giám mục chính tòa Giáo phận Iba và Giám mục Phụ tá Tổng giáo phận Tuguegarao.

## Tiểu sử
Tổng giám mục Paciano Basilio Aniceto sinh ngày 9 tháng 3 năm 1937 tại Santa Ana, thuộc Philipines. Sau quá trình tu học dài hạn tại các chủng viện theo quy định của Giáo luật, ngày 23 tháng 12 năm 1962, Phó tế Aniceto, 25 tuổi, tiến đến việc được truyền chức linh mục. Tân linh mục trở thành thành viên của linh mục đoàn Tổng giáo phận San Fernando.
Sau hơn 15 năm kinh nghiệm trong các công tác mục vụ trên sứ vụ là một linh mục, ngày 7 tháng 4 năm 1979, tin tức từ Tòa Thánh loan báo thông tin Giáo hoàng đã quyết định tuyển chọn linh mục Paciano Basilio Aniceto và nâng lên làm Giám mục, cụ thể là Giám mục Phụ tá Tổng giáo phận Tuguegarao với danh hiệu giám mục Hiệu tòa Tlos. Các nghi lễ tấn phong cho vị tân chức được cử hành sau đó vào ngày 27 tháng 5 cùng năm cách trọng thể, với ba giáo sĩ cấp cao tham sự nghi thức chính yếu của việc truyền chức. CHủ phong cho vị tân chức là Đương kim Giáo hoàng Gioan Phaolô II, Thượng phụ Tây Phương. Hai giáo sõ khác với vai trò phụ phong là Tổng giám mục Duraisamy Simon Lourdusamy, Tổng Thư kí Thánh bộ Loan báo Phúc âm cho các Dân tộc [tên khác là Bộ Truyền giáo] và Tổng giám mục Eduardo Martínez Somalo, Sứ thần Tòa Thánh tại Colombia. Tân giám mục chọn cho mình châm ngôn:Ministerium tuum imple.
Sau bốn năm tại Tuguegarao với tư cách là Giám mục Phụ tá, ngày 20 tháng 10 năm 1983, tin từ Tòa Thánh cho hay Giáo hoàng quyết định thuyên chyển Giám mịc Aniceto làm Giám mục chính tòa Giáo phận Iba.
Sau sáu năm trong vai trò vị cha tinh thần của Giáo phận Iba, ngày 31 tháng 1 năm 1989, Tòa Thánh tiếp tục ra thông báo, qua đó Giáo hoàng thăng Giám mục Paciano Basilio Aniceto làm Tổng giám mục chính tòa Tổng giáo phận San Fernando.
Ngày 25 tháng 7 năm 2014, Tòa Thánh xác nhận và chấp thuận đơn xin từ nhiệm của Tổng giám mục Aniceto theo Giáo luật về tuổi tác.